# Lisímaca
Lisímaca (en grec antic: Λυσιμάχη) va ser, segons la mitologia grega, una filla d'Abant, fill de Melamp.
Es va casar amb Tàlau, fill de Pero i Biant, un germà de Melamp. Biant i Melamp havien rebut cadascun un terç del regne de Pretos, quan Melamp va curar les seves filles de la bogeria.
Lisímaca i Talau van ser els pares d'Adrast, Partenopeu, Prònax, Mecisteu, Aristòmac i Erifile, que es va casar amb Amfiarau.